# Les Magiciennes
Les Magiciennes est un roman policier français de Boileau-Narcejac, paru chez Denoël en 1957. 

## Résumé
Quand meurt le professeur Alberto, un prestigitateur, Pierre Doutre, son fils de 20 ans élevé depuis sa petite enfance dans une pension et qui n'a eu que de rares contacts épisodiques avec ses parents, se retrouve avec Odette, sa mère. Il décide d’apprendre le métier et de se joindre à la troupe. Sa mère l'encourage à donner avec elle des spectacles d'illusionnisme. Elle met au point un numéro de disparition basé sur l'emploi de deux jumelles allemandes, Greta et Hilda. Pierre, qui tient un rôle dans ce numéro, tombe amoureux, mais ne peut identifier à laquelle des deux sœurs il voue son amour.
Hilda se suicide. Pour éviter que la supercherie du numéro ne soit révélée, on l'enterre clandestinement. Impossible maintenant de refaire l'attraction qui faisait courir les foules. De plus, Greta a peur. Elle veut partir. Cette terreur irrationnelle paraît fondée quand, peu après, on la retrouve dans la roulotte, étranglée. Inquiète de ce que pourrait révéler la police, Odette maquille le crime en suicide. Mais l'assassin court toujours.

## Adaptation

### Au cinéma
- 1960 : Les Magiciennes, film français réalisé par Serge Friedman, d'après le roman éponyme, avec Jacques Riberolles.

## Source
- Jean Tulard, Dictionnaire du roman policier : 1841-2005. Auteurs, personnages, œuvres, thèmes, collections, éditeurs, Paris, Fayard, 2005, 768 p. (ISBN 978-2-915793-51-2, OCLC 62533410), p. 454-455.